# Insenatura di Philbin
L'insenatura di Philbin è un'insenatura quasi completamente ricoperta dal ghiaccio situata sulla costa di Walgreen, nella Terra di Marie Byrd, in Antartide. L'insenatura, lunga circa 28 km, si trova in particolare all'estremità settentrionale della penisola Martin, dove si insinua tra i promotori Murray e Slichter.

## Storia
Osservata per la prima volta da membri del Programma Antartico degli Stati Uniti d'America tra il 1939 e il 1941, l'insenatura è stata poi mappata grazie a fotografie aeree scattate durante l'operazione Highjump, svolta nel 1946-47, al comando del contrammiraglio Richard Evelyn Byrd.

In seguito, essa è stata battezzata con il suo attuale nome dal Comitato consultivo dei nomi antartici in onore del brigadier generale statunitense Tobias "Toby" Philbin, che fu al servizio presso il Segretario della difesa durante l'Anno geofisico internazionale, indetto dal luglio 1957 al dicembre 1958.